# La Roche-Noire

La Roche-Noire este o comună în departamentul Puy-de-Dôme, Franța. În 1 ianuarie 2022 avea o populație de 630 de locuitori.